# 小行星9100
小行星9100（英語：9100 Tomohisa）是一颗围绕太阳公转的小行星。1996年12月2日，小林隆男在大泉天文台发现了此天体。
这颗小行星的绝对星等为109.74878等。